# Cíniras

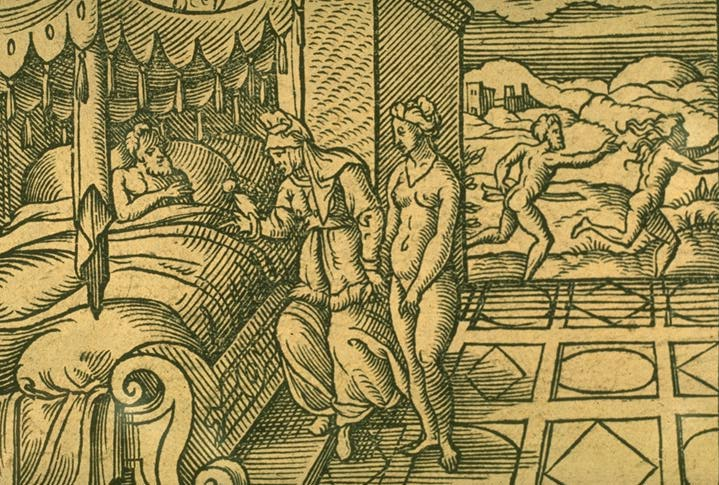
Mirra e Cíniras. Gravura de Virgil Solis para Metamorfoses de Ovídio

O rei Cíniras (em grego, Κινύρας – Kinuras) de Chipre, de acordo com a mitologia grega, foi um filho de Sandoco e Fárnace e marido de Metarme, filha de Pigmaleão. Com ela, ele foi o pai de Adônis e de Mirra, além de outros. Ciníras é o fundador de Pafos.
Em outras versões, Cíniras e seu pai, Apolo, organizaram um contexto musical para ver quem era um melhor músico com uma lira. Cíniras perdeu e matou-se.
Em Chipre, Cíniras foi reverenciado como o criador da arte e de instrumentos como a flauta.
De acordo com Ovídio, Cíniras foi um rei de Panchaia, uma terra ao leste da Arábia, e o pai de Mirra. Quando ele descobriu que havia involuntariamente engravidado a sua filha, tentou matá-la, mas os deuses transformaram Mirra em uma árvore, da qual nasceu o bebê Adônis.
Cíniras foi também um sacerdote da deusa Afrodite; segundo Clemente de Alexandria, foi ele quem deificou Afrodite, uma prostituta cipriota, através de orgias. Foi um grande civilizador do seu reino onde introduziu a agricultura, dentre outras atividades. Odiava guerras e recusou envolver-se na guerra de Troia.